# Ján Pivarník
Ján Pivarník (Cejkov, 13 novembre 1947) è un allenatore di calcio ed ex calciatore cecoslovacco, dal 1993 slovacco, di ruolo libero. Campione europeo con la Cecoslovacchia nel 1976.

## Carriera

### Club
Iniziò a giocare a calcio nel 1963 con lo Družstevník Cejkov. L'anno successivo passò al Slavoj Trebišov, dove debuttò in prima squadra nell'annata 1965-1966. Nel 1966 fu preso dal VSS Košice. Nel 1972 doveva passare allo Sparta Praga, ma la federazione impedì il passaggio del calciatore alla compagine bianco-rossa. L'anno successivo fu ceduto allo Slovan Bratislava con cui vinse due campionati cecoslovacchi ed una coppa nazionale.
Nel 1978 fu trasferito al Dukla Banská Bystrica in seguito ad un grave infortunio al menisco. La gravità dell'infortunio fu tale però da non consentirgli di giocare alcuna partita durante il campionato 1977-1978.
Compiuti i trent'anni, il giocatore poté trasferirsi all'estero, dove giocò inizialmente in Austria con ASV Kittsee e SC Neusiedl am See. Terminò la carriera nel 1981 in Spagna nel Cádiz Club de Fútbol.

### Nazionale
Con la Cecoslovacchia vanta 39 presenze impreziosite da una rete. Debuttò il 27 aprile 1968 in un'amichevole contro la Jugoslavia (3-0), mentre la sua ultima partita fu il 24 maggio 1978 contro la Svizzera (0-1). Partecipò al campionato del mondo 1970, senza mai scendere in campo, e al vittorioso campionato d'Europa 1976.

### Allenatore
Appese le scarpette al chiodo, divenne un allenatore di calcio di successo in Arabia Saudita, Emirati Arabi Uniti, Kuwait ed Oman.

## Palmarès

### Giocatore

#### Club
- Campionato cecoslovacco: 2

Slovan Bratislava: 1973-1974, 1974-1975
- Coppa di Cecoslovacchia: 1

Slovan Bratislava: 1973-1974

#### Nazionale
- Campionato d'Europa: 1

Jugoslavia 1976

#### Individuale
- Calciatore cecoslovacco dell'anno: 1

1974

### Allenatore

#### Competizioni nazionali
- Coppa dell'Arabia Saudita: 1

1994

#### Competizioni internazionali
- Coppa delle Coppe dell'AFC: 1

1994